# Recycled '92
Recycled '92 is een artistiek kunstwerk in Amsterdam-West.
De creatie van Menno Boddé (1959), kunstenaar en later docent aan de Adriaan Roland Holstschool in Bergen, staat op de Martin Vlaarkade in de Spaarndammerbuurt. De Martin Vlaarkade is gelegen aan de Van Noordtgracht, die daar een bocht maakt en overgaat in de Le Mairegracht. Boddé stelde een beeld samen van uit de grachten rondom het Suikerplein opgeviste fietsonderdelen (fietswrakkenviswedstrijd), perste het tot schroot en liet het in een zuil verwerken. De metalen onderdelen werden knalrood gelakt. De sokkel lijkt daarbij ook te zijn gemaakt van puin. Het beeld is voorzien van een plaquette:
In november 1991 werd tijdens de Fietswrakkenviswedstrijd door de jeugd allerlei rommel uit de grachten rondom het Suikerplein gevist. Kunstenaar Menno Boddé heeft van deze opbrengst een puinzuil vervaardigd onder de naam ‘Recycled ‘92’.
Recycle lijkt daarbij ook te verwijzen naar re-cycle (bi-cycle betekent fiets). Of de kleur rood naar de politieke kleur van Martin Vlaar verwijst is niet bekend.